# Turan (Balutxistan)
Turan (potser també Tuwaran) fou una antiga regió del Balutxistan. Al-Tabarí esmenta als reis de Turan i de Makuran que diu que es van sotmetre al sassànida Artaxerxes I (224-241); la inscripció de Paikuli només esmenta al rei de Makuran que segurament era un vassall saka i s'hauria sotmès quan Ardashir va sotmetre Sakastan. Al-Istakhri i Ibn Hàwqal esmenten com a llocs habitats al Turan Madjak, Kizkanan, Siwi i Kusdar o Kuzdar (Khuzdar); Ibn Hawkal diu que Turan era una vall amb una fortalesa al mig anomenada al-Turan rodejada d'una població i diu que el cap del lloc era Abu l-Kasim al-Basri; Kuzdar era probablement la ciutat comercial de Turan; allí dominava Mughir o Muin o Mutazz ibn Ahmad, que no reconeixa cap autoritat més que el califa Kandabil a 5 farsakhs ja no era part de la regió de Turan i era la capital dels Budha. Segons al-Ishtrakri el cap de Turan era Muin ibn Ahmad (el mateix que Ibn Hawkal assenyala com a cap de Kuzdar) i residia a Kizkanan, de situació desconeguda que voldria dir "la fortalesa de Turan"; al territori dels budhes (entre Kizkanan i Kandabil) li dona el nom del seu cap Ayl o Utl. Yaqut al-Hamawí diu que la capital de Turan era Kuzdar.